# Card image
Una "card image" o imagen de tarjeta es un término tradicional que describe una cadena de caracteres, normalmente de 80 caracteres de longitud, que estaba, o podía estar, contenida en una única tarjeta perforada . Las tarjetas IBM, BULL-GE, HIS, tenían una longitud de 80 caracteres. Las tarjetas UNIVAC tenían 90 caracteres. Los archivos de imagen de la tarjeta almacenados en la cinta magnética o en el disco se utilizaban normalmente para la entrada o salida de la tarjeta simulada.
Una tarjeta perforada normalmente contenía varios campos de datos, algunos numéricos y otros alfabéticos. Muchos formatos de datos, como el formato de archivo de imagen FITS, todavía utilizan imágenes de tarjetas como bloques básicos, aunque las tarjetas perforadas han quedado mayoritariamente obsoletas.